# کاتناچیو

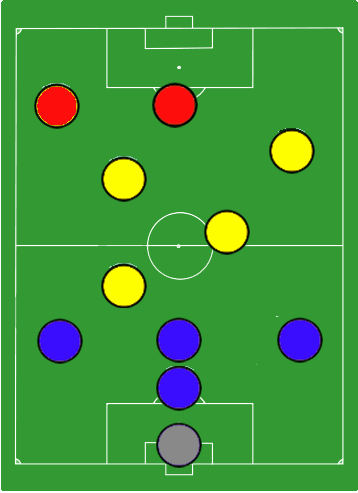
قفل کارل راپان

کاتناچیو(تلفظ‌ایتالیایی:ka-te-nattʃo) یا دفاع بتونی سیستم تاکتیکی در فوتبال با تاکید فراوان بر دفاع است.
catenaccio در ایتالیایی به معنی «چفت و بست» است، که بر خط دفاع بسیار سازمان یافته و مؤثر، متمرکز بر خنثی کردن حملات و جلوگیری از ایجاد موقعیت‌های گل حریف با کمک نفرات دفاعی متعدد اشاره دارد.  

## تاریخچه
این سیستم توسط مربی آرژانتینی باشگاه فوتبال اینتر میلان، هلنیو هررا در دهه ۱۹۶۰ به شهرت رسید جایی که با استفاده از آن تیمش را با پیروزی برابر حریفان با بردهای خفیفی چون ۱–۰ یا ۲–۱ به پیش می‌برد.
کاتناچیو به قفل نیز معروف است. این سبک توسطکارل راپان مربی اتریشی بنیان گذاری شد. راپان به عنوان سرمربی تیم ملی سوئیس دههٔ ۱۹۳۰و دههٔ ۱۹۴۰، از یک سوییپر دفاعی که ورویلر(verrouilleur) نامیده می‌شد استفاده می‌کرد، این مهره بازیکنی بسیار دفاعی بود که درست جلوی دروازه‌بان قرار می‌گرفت. در دهه ۱۹۵۰ پادوا تیم تحت هدایت نرئو روکو پیشگام استفاده از این سبک در ایتالیا بود که این مقدمهٔ استفاده دوباره از این سبک در اوایل دههٔ ۱۹۶۰ توسط اینترمیلان شد.
سیستم قفل راپان در ۱۹۳۲ زمانی که مربی سروت بود مطرح شد، که با چهار مدافع ثابت و تأکید بر یاریگیری نفر به نفر (man-to-man) بعلاوه یک بازیساز در میانهٔ میدان و دو هافبک کناری اجرا می‌شد.
تاکتیک روکو که اغلب با عنوان کاتناچیو «واقعی» شناخته می‌شد، اولین بار در سال ۱۹۴۷ با تریستیانا به نمایش درآمد: نحوه عملکرد این تیم معمولاً یک آرایش ۱-۳-۳-۳ به همراه رویکرد دفاع تیمی محض بود. تریستیانا با استفاده از کاتناچیو رقابت‌های سری آ را با جایگاه حیرت‌آور «دوم» به پایان رساند. برخی تغییرات آرایش شامل ۱-۴-۴-۱ و ۱-۴-۳-۲ می‌شد.
کلید ابداع کاتناچیو معرفی نقش یک مدافع لیبرو ("آزاد") بود که "سویپر" نیز نامیده می‌شد و پشت خطی متشکل از سه مدافع جای می‌گرفت. وظیفهٔ سویپر بازپسگیری توپ‌های لو رفته، رویارویی با مهاجمان حریف (که از خط دفاع عبور کرده‌اند) و در صورت لزوم دابل مارک کردن (اضافه شدن به مدافعین برای ایجاد موقعیت دو به یک) بود. نوآوری مهم دیگر ضد-حمله بود، که به‌طور عمده با پاس‌های بلند از دفاع شکل می‌گرفت.
در نسخه دهه ۶۰ هررا، چهار مدافع یارگیر (Man-Marking) مختص رویارویی با حمله حریف بودند، مادامی که یک سویپر برای جمع کردن توپ‌های لو رفته و عبور داده شده از پوشش مدافعان تائین شده بود. اهمیت این سیستم در فوتبال ایتالیا موجب برخاستن مدافعین سطح بالایی شد که با تکل‌های خشن و دفاع بی‌رحمانه‌شان شناخته می‌شدند. مدافعانی مانند تارچسیو بورنییک، آرماندو پیکی و جاچینتو فاکتی در دهه ۶۰، کلاودیو جنتیل و گائتانو شیره آ دهه ۷۰، جوزپه برگومی، پیترو ویرکووود و فرانکو بارزی دهه ۸۰، چهار دفاع معروف تمام ایتالیایی میلان فرانکو بارزی، پائولو مالدینی، الساندرو کاستاکورتا و مائورو تاسوتی دهه ۹۰ و دارندگان عنوان قهرمانی جام جهانی فوتبال ۲۰۰۶ فابیو کاناوارو، الساندرو نستا، مارکو ماتراتزی و بسیاری دیگر در دههٔ ۲۰۰۰ که ستون فقرات تیم ملی ایتالیا را تشکیل می‌دادند و نیز نقش حیاتی در موفقیت تیم‌های باشگاهی‌شان در سری آ ایفا کردند. با وجود معانی ضمنی دفاعی اما، هررا اندکی پیش از مرگش ادعا کرد سیستمش بالاتر و بیشتر از آنچیزی که مردم به خاطر می‌آورند تهاجمی بوده‌است، 'مسئله این است که بیشتر کسانی که از من نسخه برداری کردند متأسفانه اینکار را اشتباه انجام دادند. آن‌ها فراموش کردند که اصول تهاجمی را که در کاتناچیویِ من شامل می‌شد مدنظر قرار دهند. من پیکی را به عنوان سویپر دراختیار داشتم، بله، اما فراموش نکنید که فاکتی را نیز داشتم، مدافع میانی که مانند یک مهاجم گل‌های پرشماری به ثمر می‌رساند. '